# HMAS Perth (D29)
El HMAS Perth (D29) fue un crucero ligero de la clase Leander modificada que sirvió en la Royal Australian Navy (RAN) durante la Segunda Guerra Mundial. 
El Perth, fue el primer buque nombrado en honor a la ciudad de Perth, y fue también el primero de su clase en ser modificado por Australia. La clase Leander modificada, es en ocasiones conocida como clase "Perth o clase "Amphion, debido al que fuera nombre original de este buque, HMS Amphion.

## Construcción
El Perth fue puesto en grada en el HMNB Portsmouth, Inglaterra el 26 de junio de 1933, botado el 26 de julio de 1934 amadrinado por la marqueda de Titchfield, fue completado en julio de 1936, y asignado en Portsmouth el 15 de junio de 1936 como HMS Amphion.
El buque, fue adquirido por el gobierno Australiano y asignado a la RAN como HMAS Perth en Portsmouth el 29 de junio de 1939. La primera tripulación del buque, estaba compuesta por marinos del HMAS Adelaide, que había sido puesto en reserva poco tiempo antes.

## Historia operacional
El Perth comenzó su carrera en el teatro de operaciones del mediterráneo, participando en la Batalla del cabo Matapan, y en la evacuación de Grecia en abril de 1941.
El 26 de febrero de 1942, el Perth arribó a Surabaya desde Tanjong Priok, bajo el mando del capitán Hector Waller, junto a los cruceros de la Royal Navy Exeter, el crucero ligero holandés Java, y los destructores británicos  Electra, Jupiter, y Encounter. El 27 de febrero, el Perth se unió al grupo ABDA de cruceros y destructores, al mando del vicealmirante holandés Karel Doorman a bordo del crucero HNLMS De Ruyter, posteriormente, partieron de Surabaya para interceptar un convoy japonés que se aproximaba estrecho de Macasar. El combate que aconteció, se le conoce como batalla del Mar de Java.
El Perth fue uno de los tres cruceros que sobrevivió a la batalla del mar de Java. Junto al crucero pesado de la Armada de los Estados Unidos USS Houston, se ordenó al Perth navegar a través del estrecho de la Sonda con rumbo a Tjilatjap. El Perth fue torpedeado por destructores japoneses durante la batalla del Estrecho de la Sonda el 1 de marzo de 1942, y se hundió con la pérdida de 328 vidas (324 tripulantes, 3 miembros de la RAAF y un civil). Otros cuatro tripulantes, murieron en la costa sin llegar a ser tomados como prisioneros. De los supervivientes otros 106 murieron en cautividad (105 tripulantes y un miembro de la RAAF). Tras finalizar la contienda 214 hombres (211 tripulantes, 2 miembros de la RAAF y 1 civil) fueron repatriados a Australia.